# بوویا
بوویا گیاهی پیازی و چندساله از راسته مارچوبه‌سانان است که در مناطق خشک و بیابانی آفریقای جنوبی و آمریکا می‌روید. این گیاه گونه‌های مختلفی دارد که ساقه و برگ‌های آن از بالای پیازش که ۲۰ سانتی متر روی خاک قرار دارد، رشد می‌کند.
امکان تکثیر این گیاه از راه کاشت دانه وجود دارد. گیاه آبیاری کمی (جز در فصل رشد) می‌خواهد و نیاز به نور آفتاب زیادی دارد.
این گیاه به افتخار گردآورنده گیاه و گیاه‌شناس بریتانیایی، جیمز بووی نام‌گذاری شده‌است.

## گونه‌ها
بوویا گارییپنسیس

بوویا میریاکانتا

بوویا وولوبیلیس (پیاز رونده، پیاز دریایی)